# Polyfoni
Betegnelsen polyfoni bruges om flerstemmig musik, hvor stemmerne er udformet som selvstændige melodilinjer, der sekundært harmonerer med hinanden. Modsætningen hertil er monofoni, bestående af melodi uden akkompagnerende harmonier eller homofoni, hvor harmonien tilvejebringes ved flere stemmers samtidige samklang.
I klassisk musikundervisning skelnes traditionelt mellem vokalpolyfoni, som er Palestrinas stil, og instrumentalpolyfoni, som er Bachs stil.
Inden for den klassiske europæiske kunstmusik var polyfoni stort set enerådende i den sene middelalder og renæssancen, men polyfoni er også i mindre grad blevet dyrket i alle senere perioder.
I moderne tid findes den polyfoniske spillestil især udbredt inden for den amerikanske NewOrleans Jazz, der har sin oprindelse fra slutningen af 1800-tallet. Blæsergruppen består her af trompet, klarinet og trombone, hvoraf de to sidstnævnte instrumenter spiller selvstændige, improviserede melodiske linjer i polyfoni med trompetens hovedstemme.